# 안날리사 에릭손
안날리사 에릭손(Annalisa Ericson, 1913년 9월 14일 ~ 2011년 4월 21일)은 스웨덴의 배우이다.